# Fotodrucker

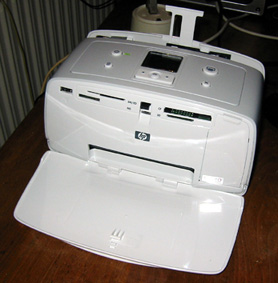
Fotodrucker

Als Fotodrucker werden umgangssprachlich alle Drucker bezeichnet, die für eine hochwertige Ausgabe digitaler Bilder konzipiert wurden. Normalerweise muss dafür auch spezielles Verbrauchsmaterial (Beispiel: Papiersorte) verwendet werden.
Es gibt keinen einheitlichen Qualitätsstandard, der die „hochwertige Ausgabe“ eines Fotodruckers eindeutig definiert und so existieren starke Qualitätsunterschiede zwischen verschiedenen Fotodruckern. Für die industrielle Fertigung von Fotos mit höchstem Qualitätsstandard werden Ausbelichter verwendet. Diese arbeiten rasterfrei – und werden daher nicht als (Foto-)Drucker bezeichnet.

## Geschichte
Vor dem Aufkommen der digitalen Fotografie wurden die meisten Fotos in Großlaboren gefertigt. Anfang der 1990er Jahre wurden dort millionenschwere Investitionen für die Umrüstung auf das Hybridsystem Advanced Photo System (APS) getätigt. Dies erwies sich als Fehlinvestition, da – bedingt durch einen Standardisierungsstreit – dieses System erst 1996 beim Endverbraucher eingeführt wurde. Zu diesem Zeitpunkt wurden auf den internationalen Fotomessen, wie die Photokina bereits die ersten digitalen Consumer-Kameras vorgestellt. Da die Qualität dieser Kameras ausnahmslos sehr schlecht war, wollten die Großlabore keine zweite Fehlinvestition tätigen. Eine Weiterentwicklung bereits vorhandener Systeme, wie des Agfa-Digiprint, wurde nicht unternommen. Die entstandene Marktlücke wurde von den führenden Druckerherstellern ausgenutzt.

## Technik
Fotodrucker arbeiten entweder mit verbesserter Tintenstrahltechnik oder nutzen das (rasterlose) Thermosublimationsverfahren. Die zum Einsatz kommenden Farben können sich in Brillanz, Lichtechtheit und Haltbarkeit erheblich von gewöhnlicher Tinte unterscheiden. Ein weiteres Merkmal (gegenüber herkömmlichen Bürodruckern) ist die Möglichkeit des randlosen Ausdrucks. Dabei sind zur Vermeidung von Tröpfchenbildung an den Kanten des Papiers ebenfalls technische Verbesserungen gegenüber der konventionellen Tintenstrahltechnik erfolgt.
Beim Thermosublimationsverfahren kann es aufgrund des Verfahrens selbst nicht zur Tröpfchenbildung kommen, weswegen der randlose Druck mit diesem Verfahren schon früher möglich war als mit Tintenstrahldruckern. Jedoch sind die Materialkosten bei diesem Verfahren deutlich höher – daher konnte es sich im Massenmarkt nicht durchsetzen.
Einen anderen Weg beschreitet die 2008 mit dem PoGo-Drucker eingeführte Zink-Drucktechnologie (Zero Ink = „Null Tinte“), bei der die Farbpigmente bereits im Papier befindlich sind und durch Hitze entwickelt werden. Dieses Verfahren kommt ohne Druckerpatronen und Kartuschen aus.

### Qualitätsmerkmal
Um 2000 herum begann die massenhafte Verbreitung der Digitalfotografie. Um die damals gravierenden Schärfemängel der digitalen Technik zu kaschieren, wurde die gesamte Bildfertigungsstrecke den Nutzerprofilen angepasst.
Ein typisches Beispiel dafür ist das Profil des „Knipsers“: Urlaubs- und Familienmotive sollen in der Größe 10 cm × 15 cm für das Fotoalbum ausgedruckt werden. Die Drucker wurden so eingestellt, dass sie den Schwarzanteil wesentlich stärker erhöhten, als es notwendig gewesen wäre. Die Bildmotive sahen dadurch sehr kräftig und kontrastreich aus (hoher Schärfeeindruck). Dadurch wurde gleichzeitig die Schwäche der Drucker kaschiert, dass sie zarte Farben nur sehr schlecht drucken konnten. Durch die Beschränkung auf 10 cm × 15 cm wurde der physikalische Schärfemangel digitaler Bilder kaum sichtbar.
Auch heutige Fotodrucker nutzen verschiedene Methoden und Tricks zur Verbesserung des Schärfeeindrucks.

Linkes Foto: Tintenstrahldrucker verstärken den Schärfeeindruck durch das Hinzufügen von Schwarz.
Rechtes Foto: Nach der Aufhellung des linken Fotos sieht man deutlich die mangelhafte Qualität des Drucks.

## Ausstattung und Wirtschaftlichkeit
Die meisten Geräte können heute völlig unabhängig vom heimischen PC betrieben werden. Sie verfügen über mehrere Kartenslots zur Aufnahme der Speicherkarten – ein Display ermöglicht die Auswahl der auf den Karten vorhandenen Bilder. Bei Anschluss an einen PC kann der Drucker als Speicherkartenlaufwerk verwendet werden. Über eine Bluetooth-Schnittstelle wird die drahtlose Übertragung von Mobiltelefonen direkt an den Drucker ermöglicht.
Es gibt Geräte, bei denen eine einzige Tintenpatrone für alle Farben ausreicht, aus der selbst die Schwarztöne gemischt werden, aber auch Geräte mit separater Schwarz- bzw. Farbpatrone. Einige Drucker verfügen über eine Schwarzpatrone mit lichtbeständiger pigmentierter Tinte und eine zusätzliche Patrone mit Brillantschwarz für Fotos. Um die gewünschte Qualität zu erreichen, benötigen alle Geräte ein spezielles, beschichtetes Fotopapier. Tintenpatronen und Fotopapier für Fotodrucker sind kostspielig und stellen in jedem Falle eine zusätzliche Ausgabequelle zum gegebenenfalls bereits vorhandenen heimischen Drucker dar.